# 美濃派
美濃派（みのは）は俳諧流派の一つ。松尾芭蕉門下の各務支考に始まる一派。支考の庵号獅子庵から獅子門を自称した。

## 概要
美濃は支考の出身地であり、晩年の拠点であった。支考は行脚による地方俳壇開拓と門弟獲得を目指し、加越能・中国地方に門戸を拡大し、「虚実」「俗談平話を正す」を理念として、俳書俳論の刊行や芭蕉追善会の主催によって蕉門をアピールして一大勢力となった。中興期には「田舎蕉門」「支麦の徒」と誹謗されたが、その系譜は21世紀に至っても継承されている。
　美濃派は、「獅子門」として継承されている。獅子門の祖師は彼の松尾芭蕉、始祖は蕉門十哲の高弟の一人、各務支考（かかみ しこう）である。芭蕉直系の結社であり、その歴史は350年以上とされ、日本一、すなわち世界一古い結社とされる。
    「獅子門」の名称は、支考の別号である「獅子老人」に由来している。支考は、全国行脚をしつつも本拠は美濃地方においており、また歴代の道統宗匠には美濃在住者が多いため、「美濃派」とも呼ばれることとなった。
　現在の「獅子門」の活動については、ホームページを参照されたい（獅子門 (https://shishimon-web8.webnode.jp)）。

## 系譜
系譜は獅子門美濃派資料館の系譜に拠る。
- 1世　松尾芭蕉
- 2世　各務支考
- 3世　仙石廬元坊
- 4世　田中五竹坊（以哉派と再和派に分裂）

以哉派
- 5世　 安田以哉派
- 6世　 大野是什坊
- 7世　 野村白寿坊
- 8世　 岡崎風廬坊
- 9世　 山本友左坊
- 10世　浅野逸歩仙
- 11世　青木奚花坊
- 12世　石原士游
- 13世　高木巒化
- 14世　桑原右麦
- 15世　国井化月坊
- 16世　大谷文寿坊
- 17世　棚橋碌々翁
- 18世　田中専雅
- 19世　大野夢外仙
- 20世　清水一瓢
- 21世　西松吟風
- 22世　安藤迂言
- 23世　川合文化
- 24世　三浦雲居
- 25世　熊谷夜城
- 26世　国枝静也
- 27世　長屋其馨
- 28世　森桂園
- 29世　山田三秋
- 30世　南谷翠濤
- 31世　恩田憲和
- 32世　高橋清斗
- 33世　足立吾柳
- 34世　武藤景行
- 35世　益井一鴎
- 36世　河井一白

再和派
- 5世　　河村再和坊
- 6世　　佐々木森々庵
- 7世　　多賀雨岡庵
- 8世　　渡辺一楽庵
- 9世　　多賀徐風庵
- 10世　田中五竹庵
- 11世　高橋遅楽庵
- 12世　市橋梔庵
- 13世　国枝廬松庵
- 14世　戸倉耕月庵
- 15世　長沼麦庵
- 16世　神野曙庵
- 17世　塩谷千秋庵
- 18世　錦見古今庵
- 19世　石田一味庵
- 20世　千葉汀庵
- 21世　野田徐庵
- 22世　高橋杜鵑庵
- 23世　高橋旭庵
- 24世　田中盤古庵
- 25世　丹羽玄々庵

1973年　両派合同
- 37世　各務於菟
- 38世　澤田廬月
- 39世　國島十雨
- 40世　伊藤百雲
- 41世　大野鵠士（2023年現在）